# Fiskgubben, Gästrikland
Fiskgubben är en sjö i Ockelbo kommun i Gästrikland och ingår i Gavleåns huvudavrinningsområde.